# Liczba olejowa
Liczba olejowa – ilość oleju (np. lnianego) konieczna do całkowitego zwilżenia badanej substancji w formie proszku (najczęściej pigmentu), co równoważne jest z uzyskaniem konsystencji pasty. Liczba olejowa jest miarą struktury i porowatości materiałów proszkowych.
Wyraża się ją w procentach określonych za pomocą wzoru:
LO = mO/mP · 100%
gdzie mO – masa oleju; mP – masa próbki